# Cabaletta
Cabaletta (it., av ovisst ursprung, möjligen av it. cabola, cobla, strof, eller en förvrängning av it. cavatinetta, ett diminutiv av cavatina.) Kort, rask aria. Sedan 1800-talet även beteckningen på de italienska operaariornas och -duetternas avslutande stretta som utmärkts av en eldig och pregnant rytmisk stegring.